# 脊髓损伤患者的性问题

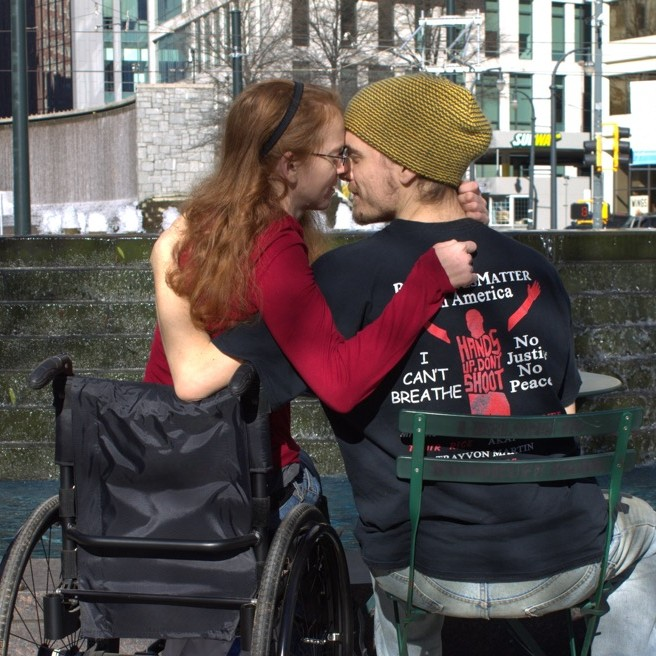
脊髓损伤会影响性功能，但许多患者的感情和性生活都很美满

脊髓损伤（SCI）常导致性功能障碍，但许多患者的性生活却很美满。脊髓损伤会使人体活动受限，患者的性功能以及性生活因此也会受到影响。性功能障碍以及性生活不美满反过来又会严重影响到患者的生活质量。脊髓损伤会损坏患者大脑与损伤节段以下肢体之间的信息传递功能，导致患者病变部位的感觉功能和肌肉運動功能部分或完全丧失，并影响患者的性高潮、勃起、射精以及阴道润滑等生理活动。其它导致性功能障碍的间接因素包括：身体疼痛、体虚和药物副作用等。其心理社会因素包括抑郁症和自我意象的改变。但许多脊髓损伤患者都有美满的性生活，有的甚至还能产生性冲动和性高潮。通过关注身体的不同部位和不同的性爱类型，脊髓损伤患者能够采用不同的性爱方式，进而使他们的性生活得以健康地维持下去。神经可塑性也许能为脊髓损伤患者身体正常部位敏感度增加的现象提供解释。因此，脊髓损伤患者通常能够发现身体新的性敏感部位，而这些新的性敏感部位可能出现在性敏感带，也有可能出现在身体正常部位与无知觉部位的交界处周围。
目前，已有相应的药物、医疗设备、外科手术以及其它医疗手段可以利用，用来帮助男性实现阴茎勃起和射精。脊髓损伤男性患者的生育力虽有所降低，但他们许多人仍有做父亲的能力，尤其是在接受药物治疗的情况下。尽管女性患者的生育能力通常不会受疾病干扰，但仍有必要做好孕期和产期的安全预防措施。在进行性爱时，脊髓损伤患者也应做好保护措施，妥善应对脊髓损伤产生的负面影响，如肌无力与身体活动不便等问题，从而避免不必要的身体伤害，如避免身体迟钝部位的皮肤损伤。性教育和咨询在脊髓损伤康复治疗中占有举足轻重的作用，但其却常常遭到忽略或得不到足够关注。目前，针对儿童与青少年的脊髓损伤康复治疗，旨在促进患儿健康的性发展，并对患儿及其家长进行相关年龄性功能知识的宣教。人们对脊髓损伤文化带有刻板印象及偏见，这对患者的生活造成了许多困扰，尤其是当患者需要专职陪护人员照料时。患者的自我身体意象及其它的不安全因素都会影响患者的性功，并对患者的自尊及他们的自我感知造成严重的后果。由性功能障碍导致的问题及身体伤残带来的其它压力会给患者的亲密关系带来许多不便。即便如此，许多患者的感情或婚姻都很美满。事实上，性的范围很广，包括亲密关系、自尊及生殖能力，并不只是指单纯的性爱行为。相反，它涉及到一系列的复杂因素，包括文化、社会、心理以及情绪影响。

## 性与身份认同
尽管有人性冷淡，但性是个人身份认同的重要组成部分。性涉及的层面包括：生理层面、心理层面、情感层面、精神层面、社会层面以及文化层面。它包含的不仅只是性行为，还包括亲密关系，自我形象感知、性冲动、生育能力、性取向和性别表达。每个人的性都会终身受到诸如宗教及文化背景等社会化因素的影响，并通过个人自尊及信仰的形式表达出来（如把自己看成女性，或富有魅力的人）。
脊髓损伤对性的破坏力极大，而达到性活力与生殖顶峰的年轻人却是该病的高发人群。 然而，性作为生活不可或缺的一部分，其重要性是不会因为身体伤残的缘故而被减弱。过去，人们一直认为脊髓损伤患者没有性欲。但研究表明，性对于脊髓损伤患者而言是重中之重，而且也是高生活质量至关重要的一面。事实上，在身体所有丧失或损坏的功能中，大多数半身截瘫的患者都把恢复性功能排在首位；大多数四肢瘫痪的患者除了想要恢复手臂的正常活动功能外，最想要恢复的功能也是性功能。性功能对患者的自尊以及患者对伤后生活的重新适应都会产生深远的影响。患者如果能够适应他们的身体变化并拥有美满的性生活，那么他们的整体生活质量就会比其他患者高一些。

## 性功能
由于脊髓损伤会损害身体的感觉功能以及身体对性冲动的反应能力，脊髓损伤因此通常也会导致性功能障碍问题。对脊髓损伤患者而言，接受性功能康复治疗的主要目标就是要恢复体验性快感和性高潮的能力。
男性阴茎勃起是一个备受关注的研究话题，有关方面的研究有很多。通常情况下，有80%的男性患者能在伤后的第二年恢复至少部分的性勃起功能。 许多患者发现，一旦他们停止采取措施去增强这种效果，那么他们可能出现阴茎无法勃起或勃起持续时间太短的问题。研究发现，有50%甚至高达65%的男性患者都能产生性高潮，尽管这种性高潮的体验会与他们受伤前的体验有所不同。大多数男性患者表示，他们性高潮快感不强，而且需要更长的时间或更多的刺激来达到性高潮。
脊髓损伤女性患者常见问题是，性交疼痛和难以达到性高潮。在生殖器受到刺激时，大约有50%的女性患者能够达到性高潮。部分女性患者表示，她们体验到的性高潮与伤前体验到的性高潮别无两样；其他女性表示，她们体验到的性高潮快感减弱了。

### 完全损失和不完全损失
脊髓损伤严重程度决定患者性功能恢复程度的一个重要指标。根据美国脊髓损伤协会（ASIA）残损分级，不完全损伤是直肠仍保存部分感觉或运动功能。这表示，大脑仍可以逾越损伤部位，给最低脊髓节段发送和接收信号。一般情况下，对不完全损伤患者而言，他们部分或所有参与性反应的脊髓束都是完好无损的。这些脊髓束参与的性反应包括允许患者产生性高潮。与完全性脊髓损伤男性患者相比，只是遭受不完全性脊髓损伤的男性患者更能实现阴茎勃起和产生性高潮。
完全性脊髓损伤患者即便无法向损伤节段以下躯体传递任何信息，但他们仍可以实现性高潮。 1960年，在性高潮和脊髓损伤的最早研究中，新词高潮幻影（Phantom orgasm）被创造了出来，用来描述脊髓损伤女性患者达到性高潮时的体验——但随后的研究表明，性高潮体验并不只是局限于心理层面。完全性脊髓损伤男性患者表示，他们在射精时会有性快感，而且也出现人体达到性高潮时通常表现出来的身体表征，如血压升高。女性患者不管脊髓损伤到何种程度，她们都能通过子宫颈的震动来达到性高潮；她们得到到的性快感与正常女性达到性高潮时的快感是一样的。 副交感神经系统的周围神经能够向大脑（传入神经纤维）传递信息。这一事实也许能够解释为什么完全性脊髓损伤患者也能产生性欲和体验性高潮快感。有人解释说，完全性脊髓损伤女性患者之所以能有性高潮，是因为脊髓附近分布有迷走神经，它们能把来自阴道的感觉信息直接传递给大脑。通过刺激阴蒂、子宫颈或阴道（它们分别受不同的神经通道支配），完全性脊髓损伤女性患者能够产生性冲动和达到性高潮。这表明，即使脊髓损伤会影响某一区域，但该区域的功能却有可能存在在其它区域内。 无论是脊髓损伤患者还是正常人，人体对性高潮的感知受大脑控制：与性高潮有关的定性体验是由大脑调控得，而非身体的某特定部位。

### 脊髓损伤水平
在完全性脊髓损伤中，脊髓损伤部位也会影响患者伤后性功能保存的完整度。 脊髓损伤的发生水平可分为五个节段：颈段（颈）, 胸段（后背）, 腰段（腰背）， 和 骶段（骨盘）。 各脊髓节段间，脊髓神经从中分支出来，传递或接收来至身体特殊部位的信息。 脊髓损伤部位与身体其它部位存在联系。各条脊神经在皮肤表面的神经支配范围分布，称为皮节。所有损伤平面以下的皮节都有可能丧失知觉。
并非脊髓损伤节段越低，患者的性功能损害程度越小；例如，与脊髓损伤节段高的患者相比，骶骨骨折的患者更难产生性高潮。 如果女性患者脊髓损伤节段发生在骶骨水平以上，那么当她们的阴蒂受到刺激时，她们会比骶骨损伤的女患者更有可能达到性高潮（分别为59%和17%）。 在男性患者中，与骶骨受伤的患者相比，脊髓损伤在骶骨水平以上的患者更容易实现阴茎勃起和射精，性功能障碍问题也更较轻。原因可能是，尽管有些性功能反射是非条件性反射（即不需大脑参与神经调节），但骶骨损伤会使这些非条件性反射受阻。

### 心理性勃起和反射性勃起
由于心理性和反射性途径的存在（它们通常协同作用），人体能够产生性反应（女性阴道变得润滑和阴蒂充血膨胀；男性阴茎会勃起）。因与性有关的幻想，视觉或其他精神刺激而产生的性冲动，属于心理性勃起；因生殖器受到外部直接刺激而产生的性冲动，属于反射性勃起。发生心理性勃起时，大脑会发出性冲动信号，并通过脊髓传递给生殖器器官神经。由于心理性途径是由T11-L2节段脊髓控制，因此，当脊髓损伤水平高于T11脊段时，患者通常会无法产生心理性勃起或出现阴道湿润，而脊髓损伤水平低于T12脊段的患者却不会受影响。即便身体没有产生这些的性反应，脊髓损伤患者也和正常人一样，经常会感受到性冲动。如果男女患者T11-L2对应的皮节能够感受到针刺和轻触感，那就说明他们心理性勃起功能是正常的。交感神经是心理性途的神经信号源。大部分时间，交感神经传递的是抑制性信号，阻碍人体产生性反应；当交感神经感受到性刺激时，兴奋性信号会增强，抑制性信号会减弱。正常情况下，T11-L2脊髓节段接收到的是交感神经发出的抑制性信号。但当这种抑制性信号解除时，产生性冲动的脊髓反射就会开始起作用。
反射性途径能够激活接收触觉信息的副交感神经系统。并受某一特定神经反射弧的调节作用。该神经反射弧与脊髓（而不是大脑）相连，并受骶段的S2-S4节段控制。对女性患者而言，脊髓损伤水平如果在T11脊段以上，那么她们将无法通过心理性途径使阴道变得润滑。但如果她们的骶骨节段脊髓完好无损，那么该她们仍有能可能经由反射性途径使阴道产生分泌物。同样地，由于脊髓损伤水平高，男性患者通过心理性途径使阴茎勃起的能力可能会遭到破坏，但他们仍有可能通过反射性途径或外部直接刺激的方式实现阴茎勃起。当阴茎受到诸如衣服等外物 的摩擦时，即便没有心理性性冲动，阴茎仍可以实现勃起。然而，这种情况下的阴茎勃起持续时间不长，且一旦外部刺激消失，阴茎也会迅速疲软。男性患者脊髓遭到损伤后，由于身体不再受大脑抑制性信号的影响，他们出现反射性勃起的频率可能会增加。相反地，损伤水平在S1以下的脊髓损伤会破坏反射性勃起功能，而非心理性勃起功能。如果患者S4和S5对应的皮节仍保留部分知觉，并且能产生球海绵体反射（在阴蒂和阴茎龟头感受压力时，盆骨会反应性收缩），那么该类患者通常仍能产生反射性勃起或阴道变得润滑。与其他人体反射类似，脊髓损伤后，患者可能会立即丧失性反应功能。但患者一旦度过脊髓损伤休克期，性反应功能又会逐渐恢复过来。

### 性功能衰退的影响因素
大多数脊髓损伤患者都无法做出性反应。